# Мелітопольський професійний ліцей
Мелітопольський професійний ліцей — професійний навчальний заклад в Мелітополі, який веде підготовку за спеціальностями швейної та авторемонтної спрямованості.

## Історія
Ліцей відраховує свою історію від 1930 року, коли при артілі «Перемога» (теперішній Мелітопольський моторний завод) були організовані курси технічного навчання за спеціальностями ливарника, формувальника, коваля та токаря. У 1932 року курси було перетворено на фабрично-заводське училище (ФЗУ), а 1940 року ФЗУ було перейменовано на ремісниче училище № 3 (РУ№ 3).
Під час Німецько-радянської війни училище було евакуйовано до Анжеро-Судженська. Випускники училища С. В. Демєнков, П. З. Середа та П. Т. Одинець були нагороджені званням Героя Радянського Союзу.
18 листопада 1943 року, через місяць після звільнення Мелітополя, РУ-3 відновило роботу. Воно розмістилося на вул. Карла Лібкнехта, 193. Перші повоєнні заняття доводилося проводити у важких умовах: з дошками, покладеними на цеглу замість парт, без електрики, приводячи верстати в дію вручну.
У 1958 році РУ-3 перейменовано на міське професійно-технічне училище № 10. У 1984 році училище переїхало до нової будівлі, в якій розміщується й тепер. Базовим підприємством училища продовжував залишатися Мелітопольський моторний завод, але з 1986 року в училищі було запроваджено спеціальність швачки, і новими базовими підприємствами стали швейна фабрика «Елегант» та трикотажна фабрика «Надія». У 2002 році училище набуло статусу професійного ліцею сервісу, а 2010 року було перейменовано на Мелітопольський професійний ліцей.

## Діяльність
Останнім часом ліцей співпрацював зі швейною фабрикою «Елегант», трикотажною фабрикою «Надія-Грандекс», ТОВ «Одяг», ДП «Мелітополь-Лада», ЗАТ «Хортиця-Лада», приватними станціями технічного обслуговування автомобілів. При ліцеї створено учнівське ательє з ремонту та виготовлення одягу та навчально-виробничу станцію технічного обслуговування «Юніор». Працюють майстерні: слюсарні, авторемонтні, швейні, трикотажні, індивідуальне пошиття одягу. Ліцей веде підготовку за спеціальностями швейної та авторемонтної спрямованості.
В ліцеї працює театр моди «Натхнення». Ліцейська волейбольна команда займає призові місця у міських та обласних змаганнях.